# 23a edició dels Premis Sant Jordi de Cinematografia
La 23a edició dels Premis Sant Jordi de Cinematografia va tenir lloc el 23 d'abril de 1979, patrocinada pel "Cine Forum" de RNE a Barcelona dirigit per Esteve Bassols Montserrat i Jordi Torras i Comamala. Per primer cop el guardó va rebre el seu nom oficial en català, i per primer cop també, l'entrega de premis va tenir lloc al Palau de la Generalitat de Catalunya amb la presència del president Josep Tarradellas i Joan, juntament amb la del director de RNE i TVE a Barcelona Jorge Arandes, el secretari general de RNE a Barcelona, José Pascual Benedí, i el subdirector de TVE Catalunya Joan Munsó i Cabús.

## Premis Sant Jordi
| Categoria                       | Premiat                | Labor premiada                                                                      |
| ------------------------------- | ---------------------- | ----------------------------------------------------------------------------------- |
| Millor pel·lícula espanyola     | La vieja memoria       | Pel·lícula                                                                          |
| Millor pel·lícula estrangera    | Interiors              | Woody Allen                                                                         |
| Millor interpretació espanyola  | José Sacristán         | Parranda El diputado Solos en la madrugada Un hombre llamado Flor de Otoño Oro rojo |
| Millor interpretació estrangera | Bruno Ganz             | Der amerikanische Freund                                                            |
| Millor pel·lícula infantil      | Òscar, Kina i el làser | José María Blanco                                                                   |
| Premi a la millor sala especial | Cine Ars               | -                                                                                   |
| Millor curtmetratge             | La chari se casa       | Emma Cohen                                                                          |
| Premi Especial del Jurat        | Filmoteca de Catalunya | -                                                                                   |